# Миниции
Минициите (Minicii; Minicia, Minicius) са римска фамилия от Бриксия (днес Бреша) в Цизалпийска Галия и от Барцино (днешна Барцелона).
Известни от фамилията:
- Луций Миниций Руф, консул 88 г.
- Гней Миниций Фаустин, суфектконсул 91 г., баща на суфектконсула от 117 г.
- Луций Миниций Натал, суфектконсул 106 г., баща на суфектконсула от 139 г.
- Гай Миниций Фундан, суфектконсул 107 г.

- Гней Миниций Фаустин (консул 117 г.), суфектконсул 117 г.
- Тит Салвий Руфин Миниций Опимиан, суфектконсул 123 г.
- Гней Миниций Фаустин Секст Юлий Север, суфектконсул 127 г., управител на Долна Мизия (128-131) г.
- Луций Миниций Наталис Квадроний Вер, суфектконсул 139 г., управител на Долна Мизия (140-144)
- Миниций Опимиан, суфектконсул 155 г.
- Миниция Марцела (Minicia Marcella), дъщеря на Гай Миниций Фундан; Плиний Млади пише за нея